# Гавриловка (Кугарчинський район)
Гаври́ловка (рос. Гавриловка, башк. Гавриловка) — присілок у складі Кугарчинського району Башкортостану, Росія. Входить до складу Іртюбяцької сільської ради.
Населення — 76 осіб (2010; 100 в 2002).
Національний склад:
- росіяни — 52%
- чуваші — 39%